# Tartaranhão-azulado
Tartaranhão-azulado ou tartaranhão-cinzento-eurasiático (Circus cyaneus) é uma ave pertencente à família Accipitridae.

## Ligações externas

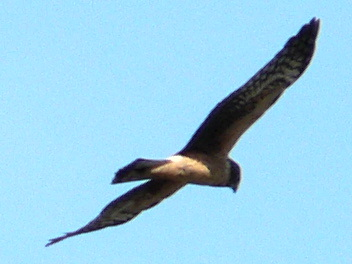
Tartaranhão-azulado jovem

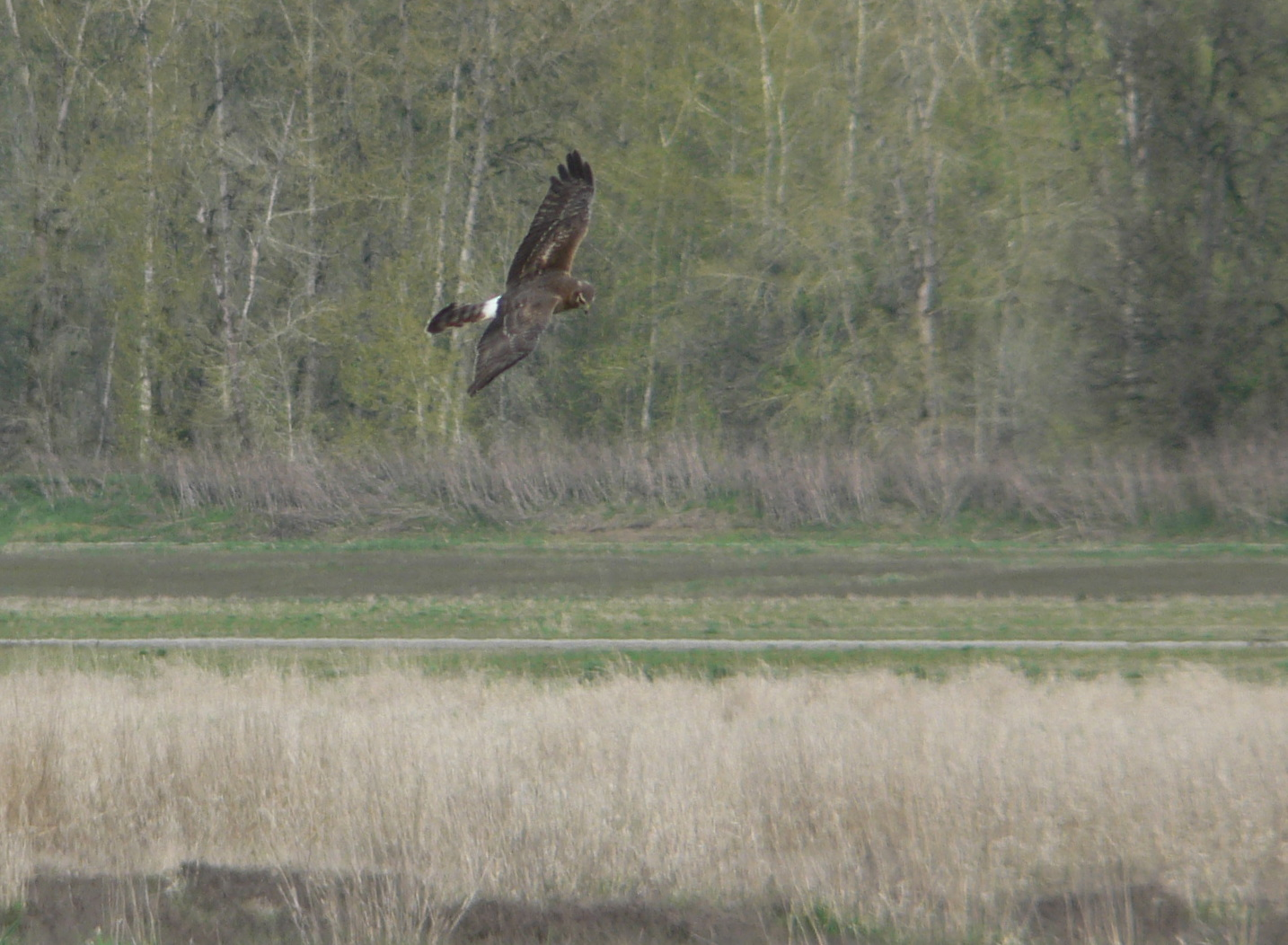
Tartaranhão-azulado adulto

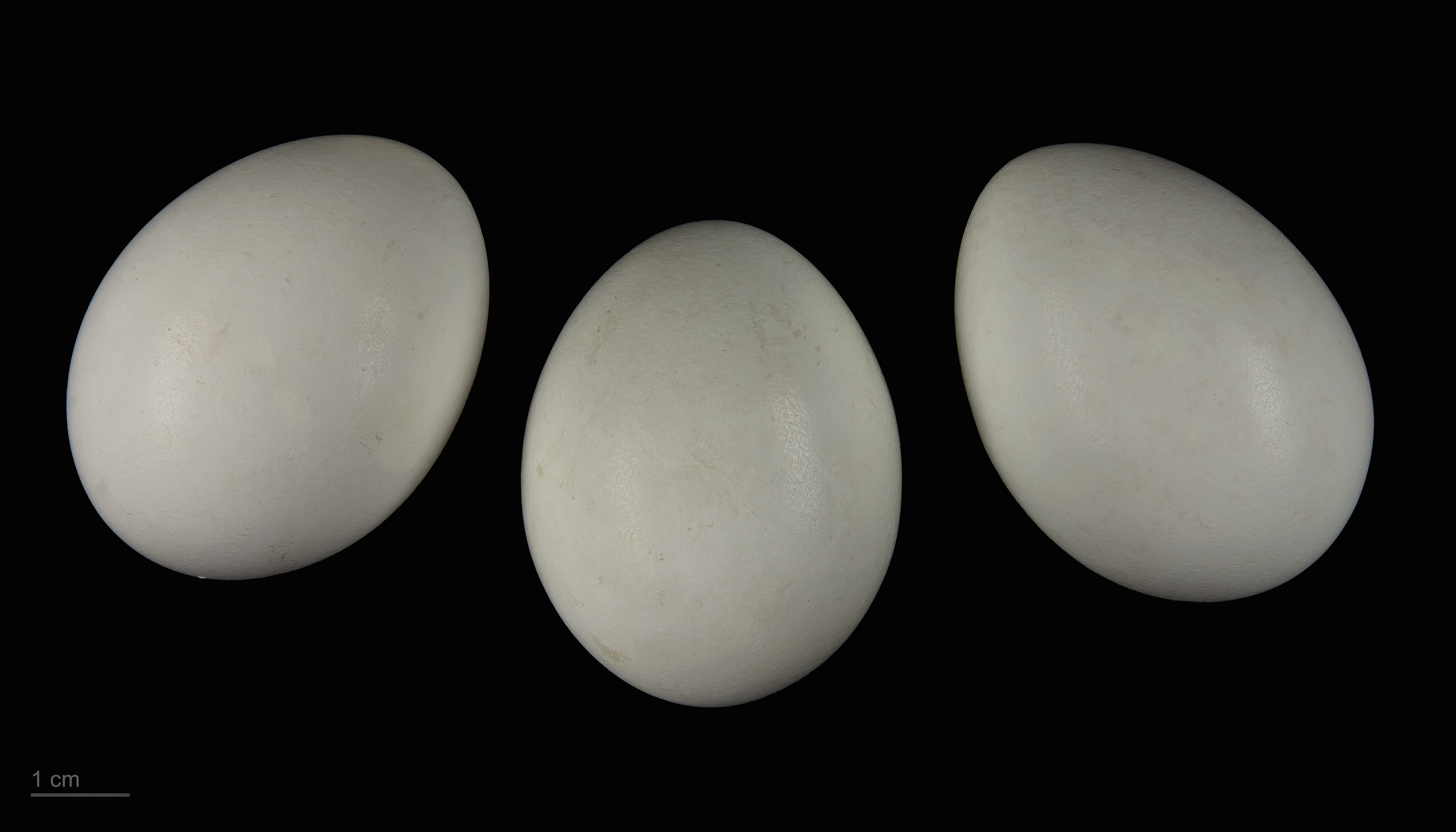
Circus cyaneus - MHNT